# Terra Securities
Terra Securities ASA war ein norwegischer Broker, der verschiedene Finanzinstrument, Indexoptionen, Hedgefonds und andere Anlagenpapiere in 78 einheimischen Sparkassen verkaufte, die alle Mitglieder der Terra-Gruppen waren. 2006 hatte das Unternehmen einen Marktanteil von 1,92 % am Oslo Stock Exchange. Unter den 49 Brokerhäusern in Norwegen stand es auf dem Platz 21. Ferner war es ein Tochterunternehmen der Terra Markets, das zu 66,73 % in Besitz der Terra-Gruppen war. Den Rest der Anteile hielt die Geschäftsleitung.
2007 war das Unternehmen in den Terra Securities Scandal verwickelt, der eine Folge von Fehlinformationen bezüglich acht Stadtgemeinden in Norwegen war, die als zu risikohaft für Investitionen unterrichtet wurden. Am 28. November 2007 musste das Unternehmen Konkurs anmelden, nachdem zuvor die Financial Supervisory Authority of Norway der Terra Securities die Brokerlizenz (engl. brokerage license) entzog.